# والگت، نیو ساوت ولز
والگت (به انگلیسی: Walgett) یک شهرک در استرالیا است که در Walgett Shire واقع شده‌است.